# Dytique

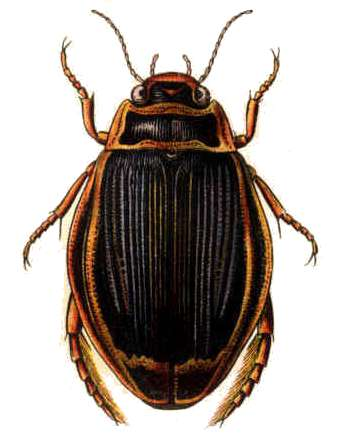
Dytiscus latissimus - femelle

Dytiscidae
Famille
Les dytiques  (Dytiscidae ou Dytiscidés) sont une famille de coléoptères aquatiques regroupant dans le monde près de 4 000 espèces connues. On les retrouve sur tous les continents, dans toutes les régions sauf celles très arides. La majorité d'entre eux sont des prédateurs dulçaquicoles. On les consomme dans certains pays comme la Chine, le Viêtnam et le Mexique.
Le nom vernaculaire de ces insectes dérive de leur nom scientifique Dytiscidae. Ce terme est issu du grec ancien dytikos (δυτικός), ce qui signifie « qui aime à plonger ». Les larves sont généralement connues sous le nom de tigres d'eau.
La plus grande des espèces de dytiques est le Dytiscus latissimus dont la taille peut atteindre 44 mm, alors que les plus petites espèces approchent les 1,5 mm. Le Dytique bordé est une espèce de grande taille commune en France métropolitaine. Certaines des espèces sont menacées d'extinction, d'autres en revanche restent très fréquentes.

## Morphologie

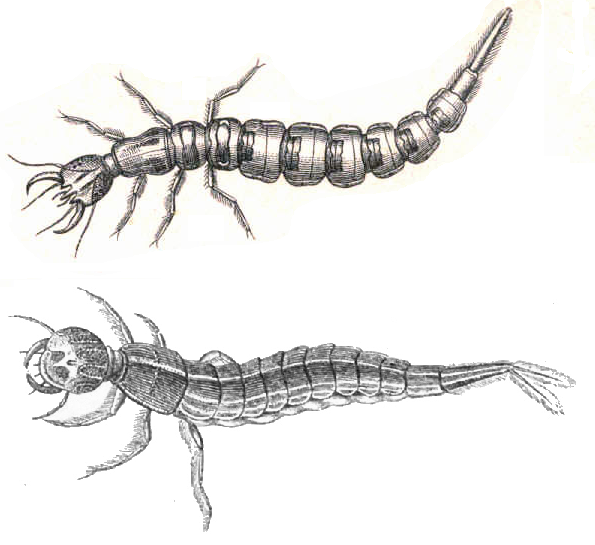
Larves de deux genres de dytiques: Cybister (en haut) et Dytiscus (en bas).

### Stade larvaire
Le stade larvaire des dytiques est divisé en trois étapes. En fonction de la température et de la disponibilité de la nourriture, il peut durer de quelques semaines à quelques mois. Les larves de dytiques peuvent être de grande taille, dépassant parfois celle des adultes. Elles sont dotées de grandes mandibules creusées d'un sillon servant à leur alimentation. À l'extrémité de leur abdomen se trouvent un ou deux spiracles, dont ils se servent pour respirer en remontant à la surface.

### Stade adulte
Les dytiques adultes sont des insectes larges et aplatis dorsoventralement, quoique plus bombés que les Hydrophilidae. Leur tête est enchâssée dans le thorax. Le corps entier forme un ovale. Les pattes arrière sont aplaties et portent une frange de soies natatoires, et servent à la propulsion dans l'eau. Les dytiques possèdent des couleurs dont les teintes varient du jaune au noir, avec ou sans motif, parfois avec des reflets métalliques. Chez certaines espèces, les mâles se reconnaissent à leurs élytres lisses et les femelles à leurs élytres cannelés.
Les dytiques ne possèdent pas de branchies, mais respirent par des trachées comme les autres insectes. Ils remontent régulièrement à la surface pour renouveler leur réserve d'air située sous leurs élytres, le long de leur abdomen. Une fois l'insecte remonté à la surface, l'extrémité postérieure du dytique relie sa réserve d'air avec l'air ambiant. Lors des plongées, cet air capturé exerce une forte pression qui augmente avec la profondeur. Les dytiques la compensent en s'accrochant aux plantes aquatiques.
La plupart des dytiques sont aptes au vol. Ils parcourent le plus souvent de petites distances, mais certaines espèces peuvent néanmoins parcourir plusieurs dizaines, voire une centaine de kilomètres.

## Écologie

### Alimentation

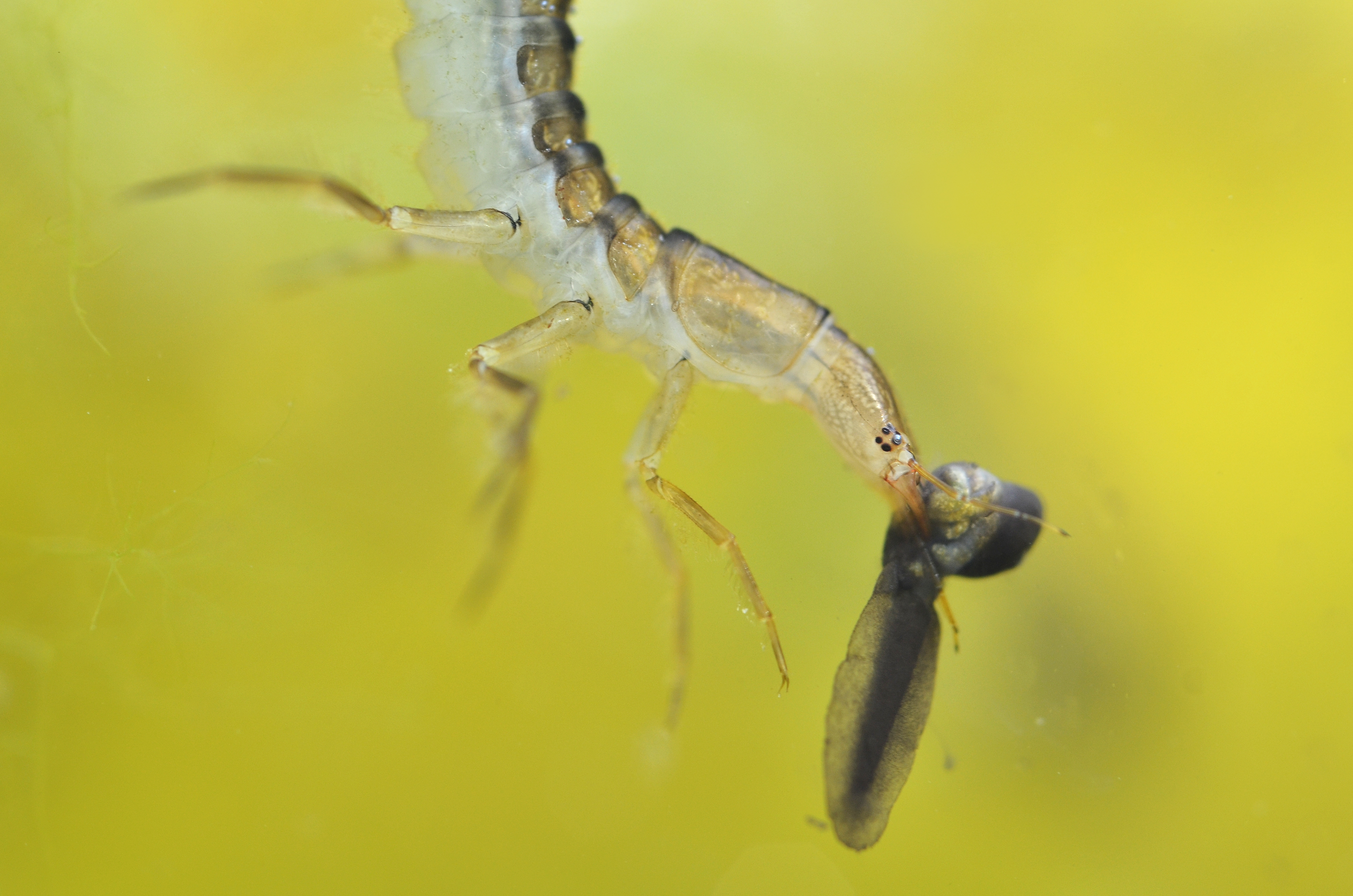
Une larve de Dytiscus dégustant un têtard.

Les dytiques sont carnivores, au stade adulte comme larvaire, et consomment notamment des têtards, des vers de vase, des grenouilles et même des petits poissons. Les larves chassent à l'affût, repérant leurs proies par vibration et chémoréception. Elles disposent d'un venin contenant des enzymes digestives qu'elles injectent dans le corps de leurs proies à l'aide de leurs mandibules, dont la taille imposante permet aussi l'immobilisation des victimes. La proie voit alors ses organes internes se liquéfier sous l'action des enzymes. La larve de dytique peut ensuite en aspirer le contenu, ne laissant qu'une cuticule vide.
Les larves voraces s'adonnent parfois au cannibalisme et dévorent d'autres larves de leur propre espèce. Elles peuvent aussi adopter une alimentation détritivore.

#### Reproduction

Ventouses de Colymbetes sculptilis sur les pattes antérieures et médianes.

C'est tout au début du printemps que commence la période de reproduction des dytiques, et elle s'étend jusqu'à l'automne. Le mâle cherche une femelle sur laquelle il va s'accrocher grâce à des ventouses qui se trouvent sur ses pattes antérieures. Une fois fécondée, la femelle dépose ses œufs dans un endroit où l'oxygénation est adéquate, à l'aide de son ovipositeur. La plupart des espèces insèrent leurs œufs à l'intérieur des tissus vivants de plantes, mais d'autres les déposent sur les plantes, ou encore dans des endroits humides près de la berge.
La larve sort de l'œuf au bout de deux semaines. Une fois arrivée à sa taille maximale (qui dépasse celle des adultes), elle s'enterre dans le sol près de la rive et se transforme en nymphe ; la métamorphose se fait dans une loge. L'adulte en émerge dans un délai qui dépend de la température extérieure, mais qui est d'environ trois semaines (voir Degré jour de croissance).

### Répartition
L'aire de répartition couvre l'ensemble de la planète à l'exception des zones les plus arides. On en a observé de 30 m sous le niveau de la mer jusqu'à 4 700 m d'altitude.
Certains dytiques peuvent vivre sous la glace.

### Habitat et environnement
On retrouve des dytiques dans une multitude d'habitats d'eau douce : eaux stagnantes, eaux courantes, eaux souterraines, phytotelmes...

## Systématique
Il existe près de 4 000 espèces de dytiques, réparties dans 175 genres. De ce nombre, plus de 375 espèces sont dénombrées en Europe dont environ 185 en France. L'Amérique du Nord en compte quant à elle 500 espèces.
- sous-famille Agabinae Thomson, 1867.
- sous-famille Colymbetinae Erichson, 1837.
- sous-famille Copelatinae Branden, 1885.
- sous-famille Coptotiminae Branden, 1885.
- sous-famille Dytiscinae Leach, 1815.
- sous-famille Hydrodytinae Miller, 2001.
- sous-famille Hydroporinae Aubé, 1836.
- sous-famille Laccophilinae Gistel, 1856.
- sous-famille Lancetinae Branden, 1885.
- sous-famille Matinae Branden, 1885.

Nilsson A.N. & Fery H. 2006: World Catalogue of Dytiscidae; Koleopterologische Rundschau 76: 55-74

### Liste des genres
Liste des genres selon GBIF (10 mai 2025) :
- Acilius Leach, 1817
- Aethionectes Sharp, 1882
- Africodytes Biström, 1988
- Africophilus Guignot, 1948
- Agabetes Crotch, 1873
- Agabinus Crotch, 1873
- Agabus Leach, 1817
- Agametrus Sharp, 1881
- Agaporomorphus Zimmermann, 1921
- Aglymbus Sharp, 1880
- Agnoshydrus Biström, Nilsson & Wewalka, 1997
- Allodessus Guignot, 1953
- Allopachria Zimmermann, 1924
- Amarodytes Régimbart, 1900
- Amurodytes Fery & Petrov, 2013
- Andex Sharp, 1882
- Andonectes Guéorguiev, 1971
- Anginopachria Wewalka, Balke & Hendrich, 2001
- Anodocheilus Babington, 1841
- Antiporus Sharp, 1882
- Australphilus Watts, 1978
- Austrelatus Shaverdo, Hájek, Hendrich, Surbakti, Panjaitan & Balke, 2023
- Austrodytes Watts, 1978
- Barrethydrus
- Barretthydrus Lea, 1927
- Batrachomatus Clark, 1863
- Belladessus K.B.Miller & Short, 2015
- Bidessini Sharp, 1880
- Bidessodes Régimbart, 1895
- Bidessonotus Régimbart, 1895
- Bidessus Sharp, 1882
- Boreonectes (Fery & Ribera, 2018) Fery & Ribera, 2018
- Boreonectes Angus, 2010
- Borneodessus Balke, Hendrich, Mazzoldi & Biström, 2002
- Brachyvatus Zimmermann, 1919
- Brancuporus Hendrich, Toussaint & Balke, 2014
- Bunites Spangler, 1972
- Calicovatellus K.B.Miller & Lubkin, 2001
- Canthyporus Zimmermann, 1919
- Capelatus Turner & Bilton, 2015
- Caperhantus Balke, Hájek & Hendrich, 2017
- Carabdytes Balke, Hendrich & Wewalka, 1992
- Carabhudrus
- Carabhydrus Watts, 1978
- Carrhydrus
- Celina Aubé, 1837
- Chostonectes Sharp, 1880
- Clarkhydrus Fery & Ribera, 2018
- Clemnius Villastrigo, Ribera, Manuel, Millán & Fery, 2017
- Clypeodytes Régimbart, 1894
- Coelambus Thomson, 1860
- Coelhydrus Sharp, 1882
- Colymbetes Clairville, 1806
- Colymbetes Schellenberg, 1806
- Comaldessus Spangler & Barr, 1995
- Copelatus Erichson, 1832
- Copelatus Sheth, Ghate & Hájek, 2018
- Coptotomus Say, 1830
- Cretodytes Ponomarenko, 1977
- Crinodessus K.B.Miller, 1997
- Cybister Curtis, 1827
- Cybsiter
- Darwinhydrus Sharp, 1882
- Deronectes Sharp, 1882
- Derovatellus Sharp, 1882
- Desmopachria Babington, 1841
- Deuteronectes Guignot, 1945
- Deuteronectus
- Dimitshydrus Uéno, 1996
- Dyschirioides
- Dyticus Geoffroy, 1762
- Dytiscus Linnaeus, 1758
- Electruphilus Balker, Toledo & Hendrich, 2019
- Ereboporus K.B.Miller, Gibson & Alarie, 2009
- Eretes Laporte, 1833
- Etruscodytes Mazza, Cianferoni & Rocchi, 2013
- Exocelina Broun, 1886
- Fontidessus K.B.Miller & Spangler, 2008
- Geodessus Brancucci, 1979
- Gibbidessus Watts, 1978
- Glareadessus Wewalka & Biström, 1998
- Graphoderus Dejean, 1833
- Graptodytes Seidlitz, 1887
- Haideoporus Young & Longley, 1976
- Hamadiana Benetti, Short & Michat, 2019
- Hemibidessus Zimmermann, 1921
- Heroceras Guignot, 1950
- Heterhydrus Fairmaire, 1869
- Heterosternuta Strand, 1935
- Hintonia Young, 1980
- Hoperius Fall, 1927
- Hornectes Fery & Ribera, 2018
- Hovahydrus Biström, 1982
- Huxelhydrus Sharp, 1882
- Hydaticus Leach, 1817
- Hyderodes Hope, 1838
- Hydrocolus Roughley & Larson, 2000
- Hydrodessus J.Balfour-Browne, 1953
- Hydrodytes K.B.Miller, 2001
- Hydroglyphus Motschulsky, 1853
- Hydronebrius Jakovlev, 1897
- Hydropeplus Sharp, 1882
- Hydroporus Clairville, 1806
- Hydroporus Schellenberg, 1806
- Hydrotrupes Sharp, 1882
- Hydrovatus Motschulsky, 1853
- Hygrotus Stephens, 1828
- Hyphoporus Sharp, 1882
- Hyphovatus Wewalka & Biström, 1994
- Hyphydrus Illiger, 1802
- Hypodessus Guignot, 1939
- Iberonectes Fery & Ribera, 2018
- Iberoporus Castro & Delgado, 2001
- Ilybiosoma Crotch, 1873
- Ilybius Erichson, 1832
- Incomptodessus K.B.Miller & García, 2011
- Isonotus Houlbert, 1934
- Japanolaccophilus Satô, 1972
- Kakadudessus Hendrich & Balke, 2009
- Kuschelydrus Ordish, 1976
- Laccodytes Régimbart, 1895
- Laccomimus Toledo & Michat, 2015
- Lacconectus Motschulsky, 1855
- Laccophilus Leach, 1815
- Laccoporus J.Balfour-Browne, 1939
- Laccornellus Roughley & Wolfe, 1987
- Laccornis Gozis, 1914
- Laccosternus Brancucci, 1983
- Lancetes Sharp, 1882
- Laodytes Queney, Lemaire & Ferrand, 2020
- Larsonectes Fery & Ribera, 2018
- Leconectes Fery & Ribera, 2018
- Leiodytes Guignot, 1936
- Leuronectes Sharp, 1882
- Liadyxianus Prokin, Petrov, Wang & Ponomarenko, 2013
- Limbodessus Guignot, 1939
- Liodessus Guignot, 1939
- Lioporeus Guignot, 1950
- Liopterus Dejean, 1833
- Madaglymbus Shaverdo & Balke, 2008
- Matus Aubé, 1836
- Megadytes Sharp, 1882
- Megaporus Brinck, 1943
- Meladema Laporte, 1835
- Melanodytes Seidlitz, 1887
- Meridiorhantus Balke, Hájek & Hendrich, 2017
- Mesodytes Prokin, Petrov, Wang & Ponomarenko, 2013
- Metaporus Guignot, 1945
- Methles Sharp, 1882
- Microdessus Young, 1967
- Microdytes J.Balfour-Browne, 1946
- Microhydrodytes K.B.Miller, 2002
- Miodytiscus Wickham, 1911
- Morimotoa Uéno, 1957
- Mystonectes Fery & Ribera, 2018
- Napodytes Steiner, 1981
- Nartus Zaitzev, 1907
- Nebrioporus Régimbart, 1906
- Necterosoma Sharp, 1882
- Necterosoma W.J.MacLeay, 1871
- Nectoboreus Fery & Ribera, 2018
- Nectomimus Fery & Ribera, 2018
- Nectoporus Guignot, 1950
- Neobidessodes Hendrich & Balke, 2009
- Neobidessus Young, 1967
- Neoclypeodytes Young, 1967
- Neonectes J.Balfour-Browne, 1944
- Neonectes Zimmermann, 1932
- Neoporus Guignot, 1931
- Neoscutopterus J.Balfour-Browne, 1943
- Neptosternus Sharp, 1882
- Notaticus Zimmermann, 1928
- Novadessus K.B.Miller, 2016
- Onychohydrus Schaum & White, 1847
- Oreodytes Seidlitz, 1887
- Pachydrus Sharp, 1882
- Pachynectes Régimbart, 1903
- Palaeodytes Ponomarenko, 1987
- Papuadessus Balke, 2001
- Paroster Sharp, 1882
- Peschetius Guignot, 1942
- Petrodessus K.B.Miller, 2012
- Philaccolilus Guignot, 1937
- Philaccolus Guignot, 1937
- Philodytes J.Balfour-Browne, 1939
- Phreatodessus Ordish, 1976
- Platambus Thomson, 1859
- Platydytes Biström, 1988
- Platynectes Gueorguiev, 1972
- Platynectes Régimbart, 1879
- Porhydrus Guignot, 1945
- Primospes Sharp, 1882
- Procoelambus Théobald, 1937
- Prodaticus Sharp, 1882
- Pseuduvarus Biström, 1988
- Psychopomporus Jean, Telles & K.B.Miller, 2012
- Pteroporus Guignot, 1933
- Queda Sharp, 1882
- Regimbartina Chatanay, 1911
- Rhantaticus Sharp, 1880
- Rhantus Dejean, 1833
- Rhithrodytes Bameul, 1989
- Rompindessus Balke, Bergsten & Hendrich, 2017
- Sandracottus Sharp, 1882
- Sanfilippodytes Franciscolo, 1979
- Scarodytes Gozis, 1914
- Schistomerus Palmer, 1957
- Sekaliporus Watts, 1997
- Sharphydrus Omer-Cooper, 1958
- Siamoporus Spangler, 1996
- Siettitia Abeille de Perrin, 1904
- Sinodytes Spangler, 1996
- Spanglerodessus K.B.Miller & García, 2011
- Spencerhydrus Sharp, 1882
- Sternhydrus Brinck, 1945
- Sternopriscus Sharp, 1880
- Stictonectes Brinck, 1943
- Stictotarsus Zimmermann, 1919
- Stygoporus Larson & LaBonte, 1994
- Suphisellus Zimmermann, 1921
- Tassilodytes Fery & Bouzid, 2016
- Tepuidessus Spangler, 1981
- Thermonectus Dejean, 1833
- Tikoloshanes Omer-Cooper, 1956
- Tiporus Watts, 1985
- Trichonectes Guignot, 1941
- Trogloguignotus Sanfilippo, 1958
- Tyndallhydrus Sharp, 1882
- Typhlodessus Brancucci, 1985
- Uvarus Guignot, 1939
- Vatellus Aubé, 1837
- Yola Gozis, 1886
- Yolina Guignot, 1936
- Zaitzevhydrus Fery & Ribera, 2018
- Zimpherus K.B.Miller & Wheeler, 2015